# Chrysops striatus
Chrysops striatus är en tvåvingeart som beskrevs av Osten Sacken 1875. Chrysops striatus ingår i släktet Chrysops och familjen bromsar. Inga underarter finns listade i Catalogue of Life.

## Bildgalleri

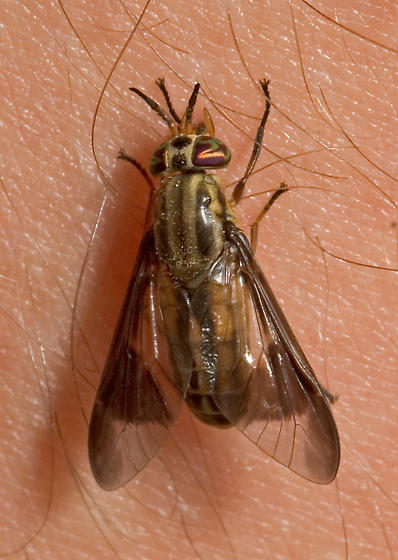